# Дольнштайн
Дольнштайн (нім. Dollnstein) — громада в Німеччині, розташована в землі Баварія. Підпорядковується адміністративному округу Верхня Баварія. Входить до складу району Айхштет.
Площа — 40,55 км2. Населення становить 2876 ос. (станом на 31 грудня 2020).